# Trnovlje pri Celju
Trnovlje pri Celju – wieś w Słowenii, w gminie miejskiej Celje. W 2018 roku liczyła 1374 mieszkańców. 